# ایتسی بیتسی پتی بیکینی
«ایتسی بیتسی پتی بیکینی» (به فرانسوی: Itsy bitsy petit bikini") یا «بیکینی خال خالی زرد ریزه میزه کوچول موچول» (به انگلیسی: "Itsy Bitsy Teenie Weenie Yellow Polkadot Bikini") ترانه‌ای از هنرمند اهل ایالات متحده آمریکا برایان هایلند است. این ترانه در ژوئن ۱۹۶۰ در آلبوم بلوند خجالتی منتشر شد و توانست به رتبهٔ نخست ۱۰۰ آهنگ داغ بیلبورد برسد. ترانه روایت دختری خجالتی را بیان می‌کند که در ساحل بیکینی خال‌خال زردی را بر تن دارد. این ترانه به فرانسوی و آلمانی هم ترجمه شد و در هر دو زبان به رتبهٔ اول ترانه‌های ملی رسید.